# شوگرلوف (کلرادو)
شوگرلوف (به انگلیسی: Sugarloaf) یک منطقهٔ مسکونی در ایالات متحده آمریکا است که در شهرستان بولدر، کلرادو واقع شده‌است. شوگرلوف ۵٫۶ کیلومتر مربع مساحت و ۲۶۱ نفر جمعیت دارد و ۲٬۳۹۰٫۲۷ متر بالاتر از سطح دریا واقع شده‌است.